# طومارهای دریای مرده

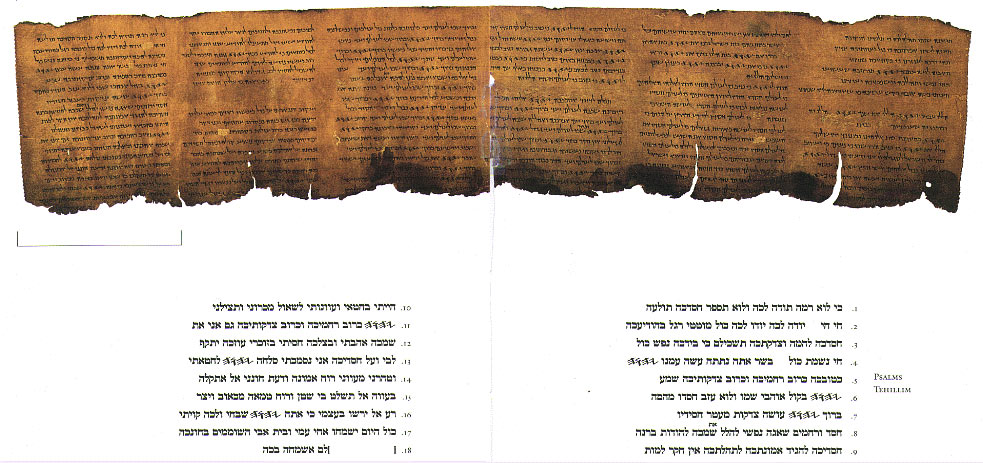
طومار زبور به همراه رو نویسی از آن

طومارهای دریای مرده (همچنین طومارهای غارهای قمران) (به عربی: مخطوطات البحر المیّت) دست‌نوشته‌های کهنی هستند که در کرانه شمال غربی دریای مرده در نزدیکی وادی قمران بین سال‌های ۱۹۴۷ تا ۱۹۵۶ میلادی کشف شده‌است. این طومارها بیشتر به زبان عبری نوشته شده‌اند و شامل نسخه‌هایی از عهد عتیق هستند.
یافته‌ها شامل ۱۵٬۰۰۰ قطعه از ۸۰۰ تا ۹۰۰ نوشتار بوده که در طی سده‌های سوم تا دوم پیش از میلاد به نگارش درآمده‌اند. بیشتر پژوهندگان بر این باورند که این نوشته‌ها که در یازده غار پیدا شده‌اند متعلق به یک گروه فرقه‌ای خاص از یهودیان به نام اسنی‌ها است. این گروه از یهودیان معتقد بودند که دنیا به شکل مشخصی میان نیروهای خوب و نیروهای شیطانی تقسیم شده‌است. آنها خود را از بقیه یهودیان جدا کرده بودند و زندگی اجتماعی تشکیل داده بودند که توسط یک رهبر «ماشیح‌گونه» هدایت می‌شد. نزدیک بودن زمان تألیف این نوشته‌ها به سده یکم میلادی اطلاعاتی دربارهٔ پیدایش مسیحیت و برهمکنش مسیحیان آغازین و آداب و رسوم مذهبی یهودیان فراهم می‌کند.

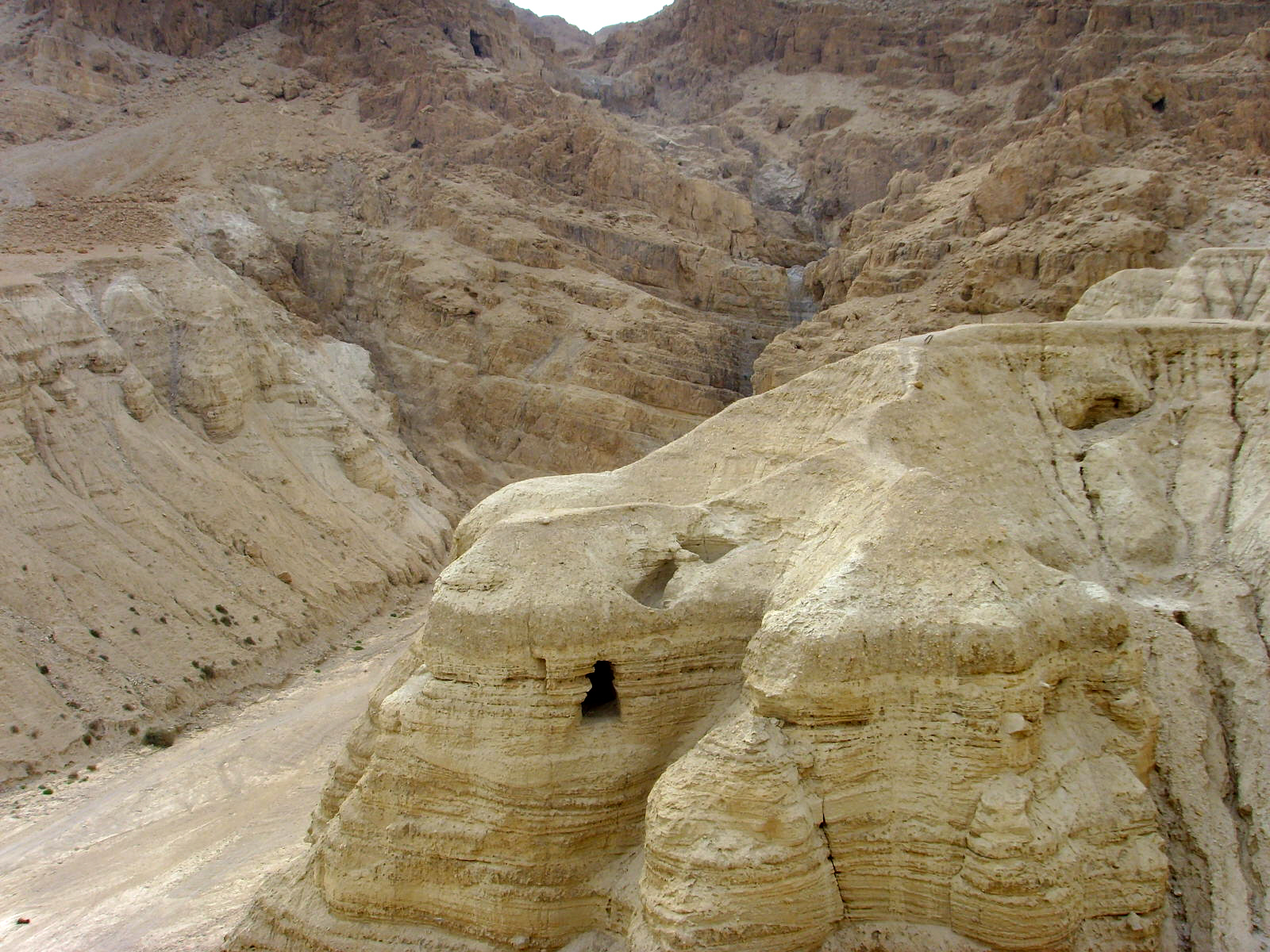
غارهایی که دستنوشته‌ها در آنها یافت شد.

یافته‌ها شامل بخش‌هایی از تقریباً تمامی کتاب‌های موجود در عهد عتیق (شاید به استثناء کتاب استر) است. این موضوع اهمیت شایانی دارد زیرا نسخه‌های در دست پژوهندگان، پیش از این اکتشافات، قرن‌ها دیرتر نوشته شده بودند. این موضوع قابلیت مقایسه نسخه‌های کنونی عهد عتیق با نسخ قدیمی آن را فراهم می‌کند.
در حالی که برخی از کتب مقدس یافت شده تفاوت ناچیزی با متن عهد عتیق سنتی (یا مسوره‌ای) دارد، برخی از دست‌نوشته‌های یافت شده از کتاب سفر خروج (یکی از کتب تورات)، و سموئیل که در غار شماره چهار یافت شده‌اند، تفاوت چشمگیری، هم در نحوه بیان و هم در محتوا، با متن امروزی شان دارند. وجود اختلافات متنی زیاد، کارشناسان را به سمت پذیرش این نظریه که متن عهد عتیق در دست ما بر پایه سه خانواده از منابع تدوین شده‌است:
متن مسوره‌ای، متن عبری اصلی هفتادگانی و تورات سامری. به صورت فزاینده‌ای دانشوران بیشتری به این نتیجه رسیده‌اند که متن عهد عتیق پیش از استاندارد و قانونمند شدنش در سال ۱۰۰ میلادی بسیار روان بوده‌است.

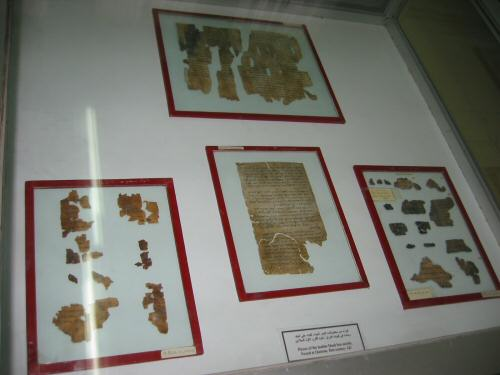
تکه‌هایی از دستنوشته‌ها در موزه باستان‌شناسی عمان

متن کامل طومارهای بحرالمیت را سعید کریم پور از روی ترجمه انگلیسی گزا ورمِش به فارسی ترجمه کرده و این ترجمه در 800 صفحه، در سال 1398 از سوی پژوهشگاه علوم انسانی و مطالعات فرهنگی منتشر شده است (این ترجمه با ویراست دوم مقدمه مترجم در سال 1399 به چاپ دوم رسیده است). ترجمه مذکور فقط شامل متن کامل طومارهای فرقه ای است و شامل طومارهای کتاب مقدسی نیست. این ترجمه در بیست و هفتمین دوره کتاب سال دانشجویی به عنوان ترجمه برتر در بخش تاریخ شناخته شده است.

## مقایسۀ نسخه های کشف شده در غارهای قمران با نسخه های امروزی
نکتۀ قابل توجه این است که تفاوت‌های مذکور در بالا، تفاوتی در معنا و مفهوم متن‌ها ایجاد نمی‌کند. گزا ورمز، یکی از سرشناس‌ترین متخصصان محقق در خصوص نسخه‌های قُمران (نسخه‌های دریای مُرده)، در کتاب خود به نام The Complete Dead Sea Scrolls می‌نویسد (لینک این بخش از کتاب را در اینجا ببینید):
«The Qumran scriptual scrolls and especially the fragments are characterized by extreme fluidity...It should be noted however, that none of these variations affects the scriptual message itself» . ترجمه: "طومارهای قمران (دریای مُرده) و به ویژه تِکّه نوشته‌ها، نشان‌گر پویا بودن (متن) هستند... هرچند باید توجه داشت که هیچ‌کدام از این تفاوت‌ها، پیام متن را تغییر نمی‌دهند".
به این معنا که برخی مطالب صرفاً در جایی دیگر از متن نقل شده‌اند (که بر روی توالی و مفهوم متن هیچ تاثیری نمی‌گذارند)، یا عباراتی تکرار شده و یا نحوۀ بیان آن‌ها متفاوتند، در صورتی که مفهوم  پیام تغییری نمی‌کند. به عبارت دیگر، تفاوت‌های نگارشی گاه به گاه دیده می‌شود، اما مفهومی تغییر نمی‌کند.
در ادامه برای نمونه، به تورات/بخش خروج، پرداخته می‌شود، که کمی قبل‌تر گفته شد "تفاوت چشم‌گیری در بیان و محتوا با متن امروزی دارند". لازم به یادآوری است که این مورد یکی از بزرگترین تفاوت‌های بین نسخه‌های قمران با نسخۀ امروزی تورات است، بنابراین بررسی آن، در دید پیدا کردن به موضوع مفید خواهد بود.
- نسخه‌های مربوط به بخش خروج (تورات، سفر خروج):

این بخش از تورات، همان‌طور که بالاتر گفته شد، در غار شماره چهار یافت شده است و باب 18 از بخش خروج از کتاب تورات را تشکیل می‌دهد. در نسخۀ کشف شده در غار شمارۀ 4، تکه نوشتۀ (Fragment) شمارۀ 4Q22، آیات 1 تا 24 (تورات، بخش خروج، باب 18، آیۀ 1 تا 24) با نسخۀ امروزی مطابقت کامل دارد. امّا آیه‌های 25 به بعد تفاوت با نسخۀ امروزی دیده می‌شود. امّا این تفاوت چیست؟ در ادامۀ این مقاله، هر دو متن با یکدیگر مقایسه شده‌اند که در خصوص موضوع «انتخاب قاضی توسط موسی برای طایفه‌های قوم اسرائیل است»:

##### -'''نسخۀ موجود امروزی'''(تورات، بخش خروج، باب 18، آیۀ 25 و 26):
«(25) موسی مردانی قابل را از تمام اسرائیل برگزید و ایشان را در رأس قوم، همچون روسای هزار نفر، روسای صد، روسای پنجاه و روسای ده قرار داد. (26) ایشان قوم را در هر وقت داوری می‌کردند، امر مشکل را به موسی عرضه می‌داشتند، اما هر امر کوچک را خودشان داوری می‌کردند.»

##### -'''نسخۀ قمران'''(تورات، بخش خروج، باب 18، آیۀ 25 و 26):
«(25) موسی به قوم گفت: من به تنهایی قادر به انجام این کار نیستم. یهوه، خدایتان، شما را زیاد کرده است و اینک شما امروز همچون ستارگان آسمان کثیر هستید. بادا که یهوه، خدای پدرانتان شما را هزاران برابر زیاد کند و برکت دهد، همان‌گونه که او به شما وعده داده است. من چگونه می‌توانم به تنهایی بار شما، مسئولیت شما و مشکلاتتان را تحمل کنم؟ مردانِ دانای شناخته شده را بر طبق هر طایفه [دوازده طایفۀ اسرائیل] انتخاب کنید و من آن‌ها را سرپرست [= مسئول، قاضی، داور] شما خواهم کرد. شما به من پاسخ دادید و گفتید چیزی که گفتی انجام دهیم خوب است. و او [موسی] سرپرست‌های [=مسئول، قاضی، داور] طایفه‌ها را که مردانی دانا و کاردان بودند انتخاب کرد و آن‌ها را [داوران، قاضی‌ها را] به عنوان سرپرستانِ آن‌ها [بنی‌اسرائیل] گماشت، داوران هزار نفر، داوران صد نفر، داوران پنجاه نفر و داوران ده نفر همچون کاتبان بر طبق طایفه‌ها(ی اسرائیل) بر رأس آن‌ها. و او [موسی] داوران را دستور داده، گفت: به امور برادرانتان گوش داده، به درستی (عدالت) بین یک مرد و برادرش [= یک اسرائیلی] و یک غریبه [= یک غیر اسرائیلی] که با اوست قضاوت کنید، در قضاوت نباید جانبداری کنید. بزرگ و کوچک را به یک چشم ببینید [=تبعیض سنی قایل نشوید]. نباید از انسان‌ها هراس داشته باشید، زیرا داوری از آنِ خداست. و مواردی را که برایتان خیلی دشوار است نزد من آورید و من به آن گوش خواهم داد. و او [موسی] آن‌ها [قاضی ها] را به کارهایی که مسئول آن بودند گمارد. (26) ایشان قوم را در هر وقت داوری می‌کردند، امر مشکل را به موسی عرضه می‌داشتند، اما هر امر کوچک را خودشان داوری می‌کردند.»

##### - تحلیل مقایسه:
همان‌طور که دیده می‌شود، آیۀ 25 در نسخۀ قمران بسیار طولانی‌تر است از نسخۀ امروزی که در آن موسی، داوران و یا قاضیانی که بر قوم بنی‌اسرائیل گماشته بود، مخاطب قرار داده و دستور می‌دهد تا در قضاوت 1- جانبداری نکنند 2-از کسی هراس نداشته باشند، بلکه فقط از خدا بترسند. این خطابۀ موسی، که حاوی پیام‌های بسیار مهمی است، در آیۀ 25 از باب 18، بخش خروج در کتاب تورات، در نسخۀ امروزی موجود نیست. امّا آیا این عبارت‌ها توسط افرادی حذف شده‌اند تا خطابه‌های موسی خطاب به داوران اسرائیلی از تاریخ پنهان بماند؟ ظاهراً خیر!
این بخش از خطابۀ موسی به داوران اسرائیلی، در نسخۀ امروزی از تورات '''حذف نشده''' بلکه در نسخۀ امروزی، در '''تورات، بخش تثنیه، باب 1، آیۀ 9 تا 18'''،عیناً نقل شده است:
«(9) در آن زمان به شما گفتم: من به تنهایی نمی‌توانم متحمل شما باشم. (10) یهوه، خدایتان شما را زیاد کرده است و اینک شما امروز به سان ستارگان آسمان کثیر هستید.(11) بادا که یهوه، خدای پدرانتان، شما را هزار برابر بیش از آن کند که هستید و شما را آن سان که گفته است برکت دهد.(12) چگونه می‌توانم به تنهایی بار شما، مسئولیت شما و منازعات شما را حمل کنم؟ (13) مردانی حکیم و هوشمند و باتجربه برای خود تعیین کنید، برای هریک از طایفه‌هایتان و من ایشان را در رأس شما خواهم نهاد.(14) شما مرا پاسخ دادید و به من گفتید: آنچه می‌گویی که انجام دهیم، نیکوست.(15) من بزرگان طایفه‌ها را برگرفتم، مردان حکیم و باتجربه، و ایشان را در رأس شما، همچون بزرگان هزاره، بزرگان سده، بزرگان پنجاهه و بزرگان دهه و همچون کاتبان، برای هر یک از طایفه‌هایتان قرار دادم. (16) در آن زمان به داورانتان این دستورها را دادم: به آن‌چه که میان برادرانتان هست گوش خواهید داد و میان مَرد و برادرش (= یک اسرائیلی) و غریبه‌اش (= یک غیر اسرائیلی) بر اساس عدالت داوری خواهید کرد. (17) در داوری به شخص نخواهید نگریست: به کوچک گوش خواهید گرفت، آن سان که به بزرگ، از هیچ‌کس بیم نخواهید داشت، زیرا داوری از آن خدا است. چنان چه امری برای شما بیش از حد دشوار باشد، آن را به من عرضه خواهید داشت تا بشنوم.(18) در آن زمان هر آن‌چه که می‌بایست انجام دهید به شما امر کردم.»تورات، بخش تثنیه، باب 1، آیۀ 9 تا 18
نتیجه‌گیری: از نظر نگارشی، بین نسخۀ قمران و نسخۀ امروزی تفاوت وجود دارد، اما پیامی حذف یا اضافه یا تغییر داده نشده است، بلکه روایت عیناً در بخش دیگر تورات ذکر شده با اصل رعایت امانت‌داری به ذکر واقعه. نویسندگان و محققان نسخه‌شناسی مختلفی در خصوص صحت نسخه‌های امروزی از متن کتاب عهدقدیم، بر طبق نسخه‌های قمران اظهار نظر کرده‌اند. یکی از این نویسندگان، W. F. Albright است که به نقل از Gleason Archer Jr. بر قابل اطمینان بودن متن کتاب عهدقدیم برا اساس نسخه‌های قمران صحه می‌گذارد. همچنین Gleason Archer Jr.، در کتاب خود چنین می‌نویسد:
«در نهایت، باید به گردآورندگان نسخۀ ماسوری از عهدقدیم بسیار ارج نهیم، برای دقت بالای آن‌ها در حفظ و نگهداری از متنی که به آن‌ها رسیده بود. آن‌ها بیشترین توجه را در حفظ صحیح متن عبری داشته‌اند که در ادبیات باستان هیچ‌گاه در بین تمام متون مذهبی و غیرمذهبی انجام شده است»

## نگارخانه

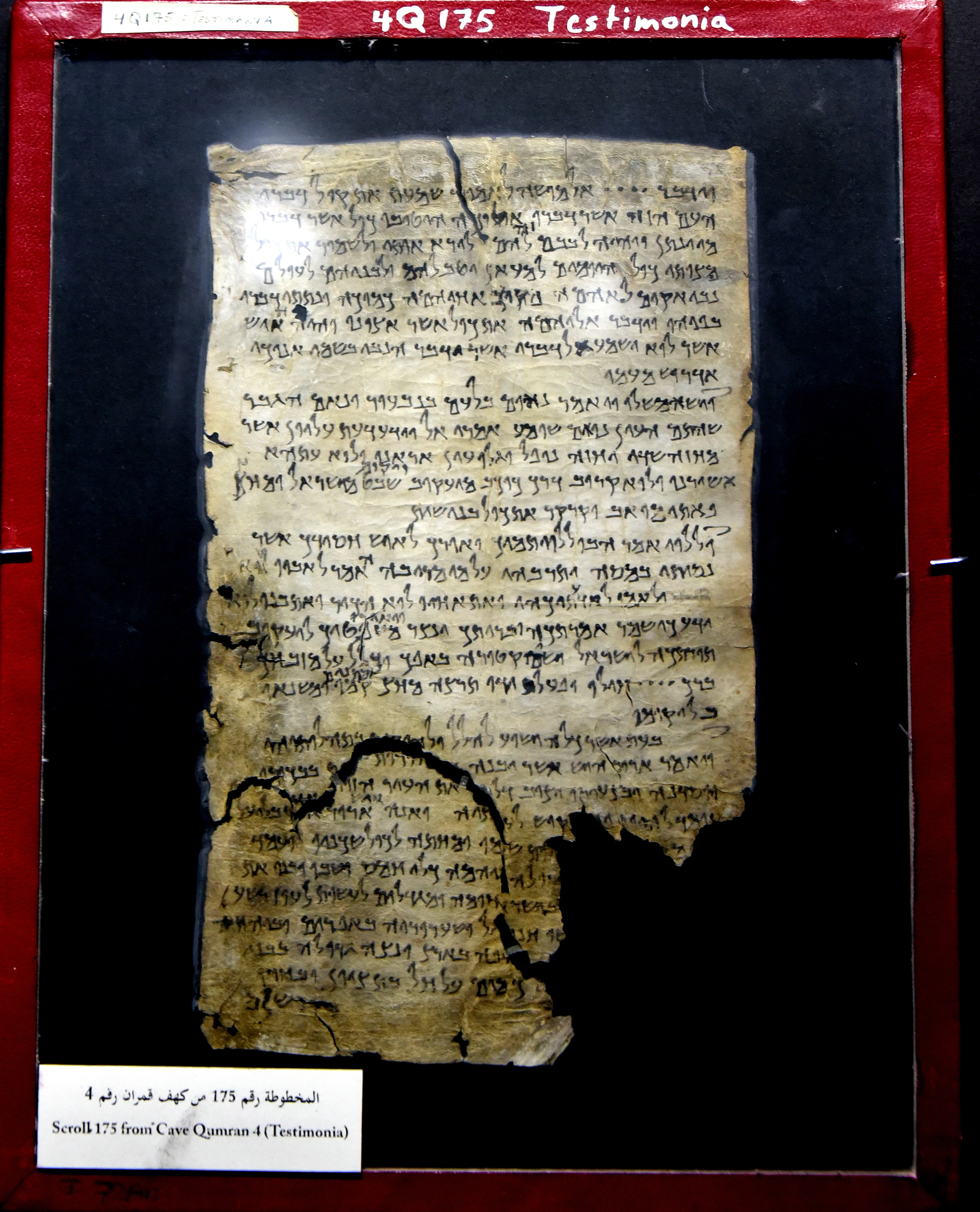
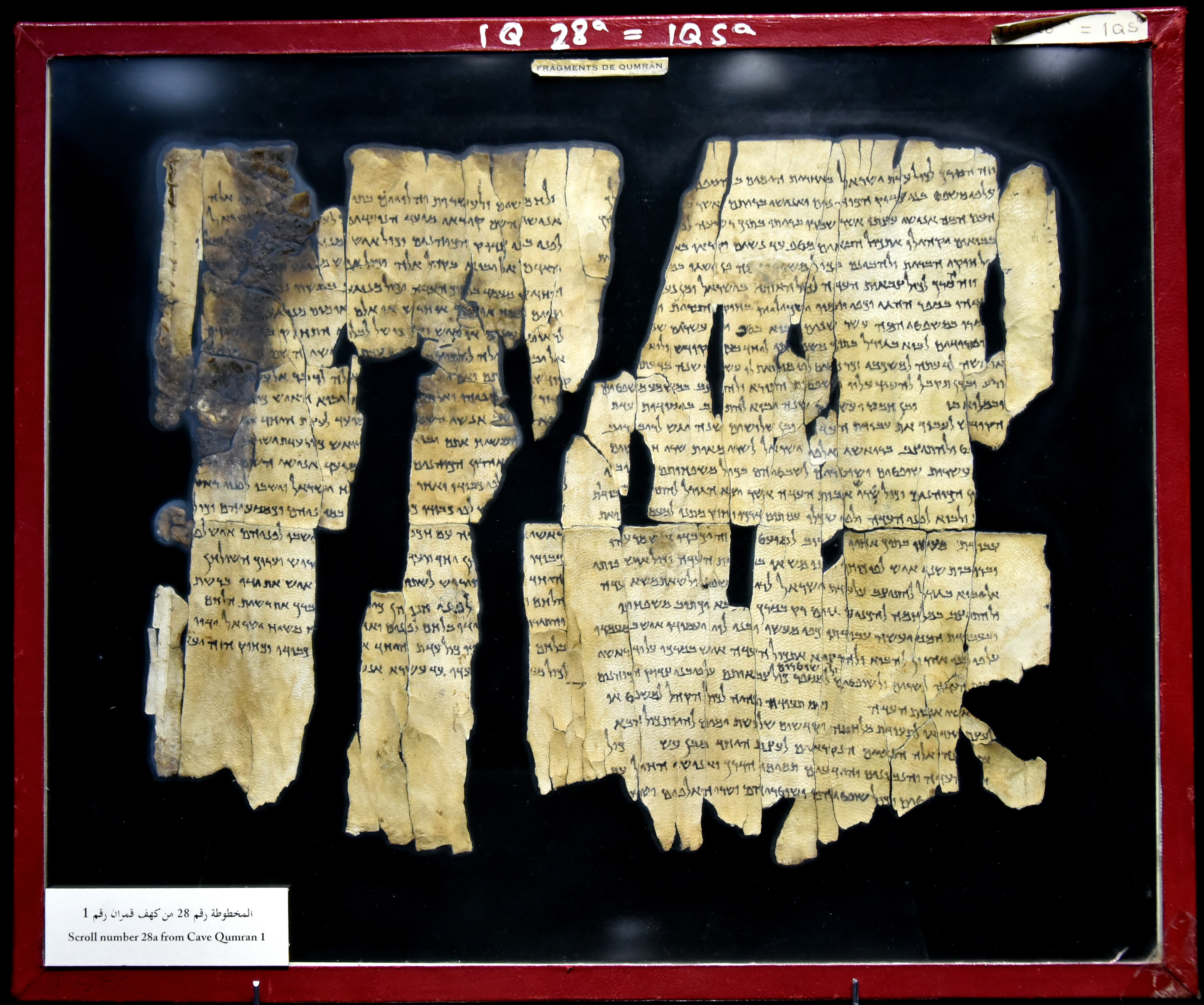
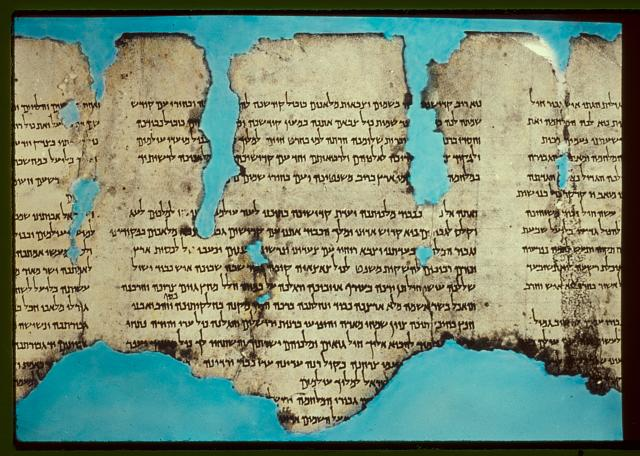
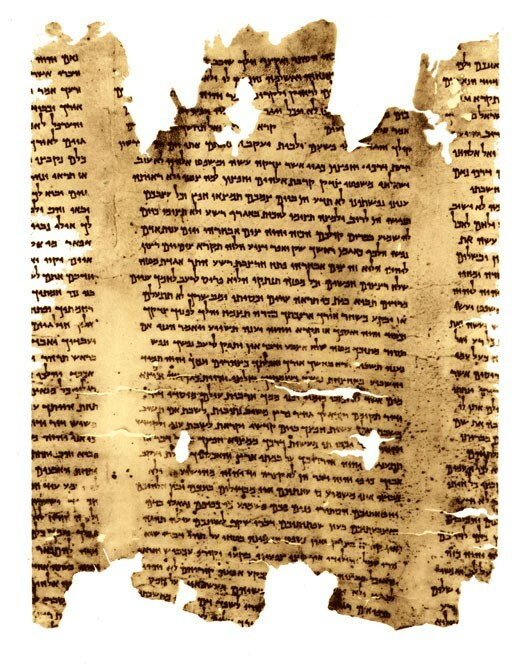
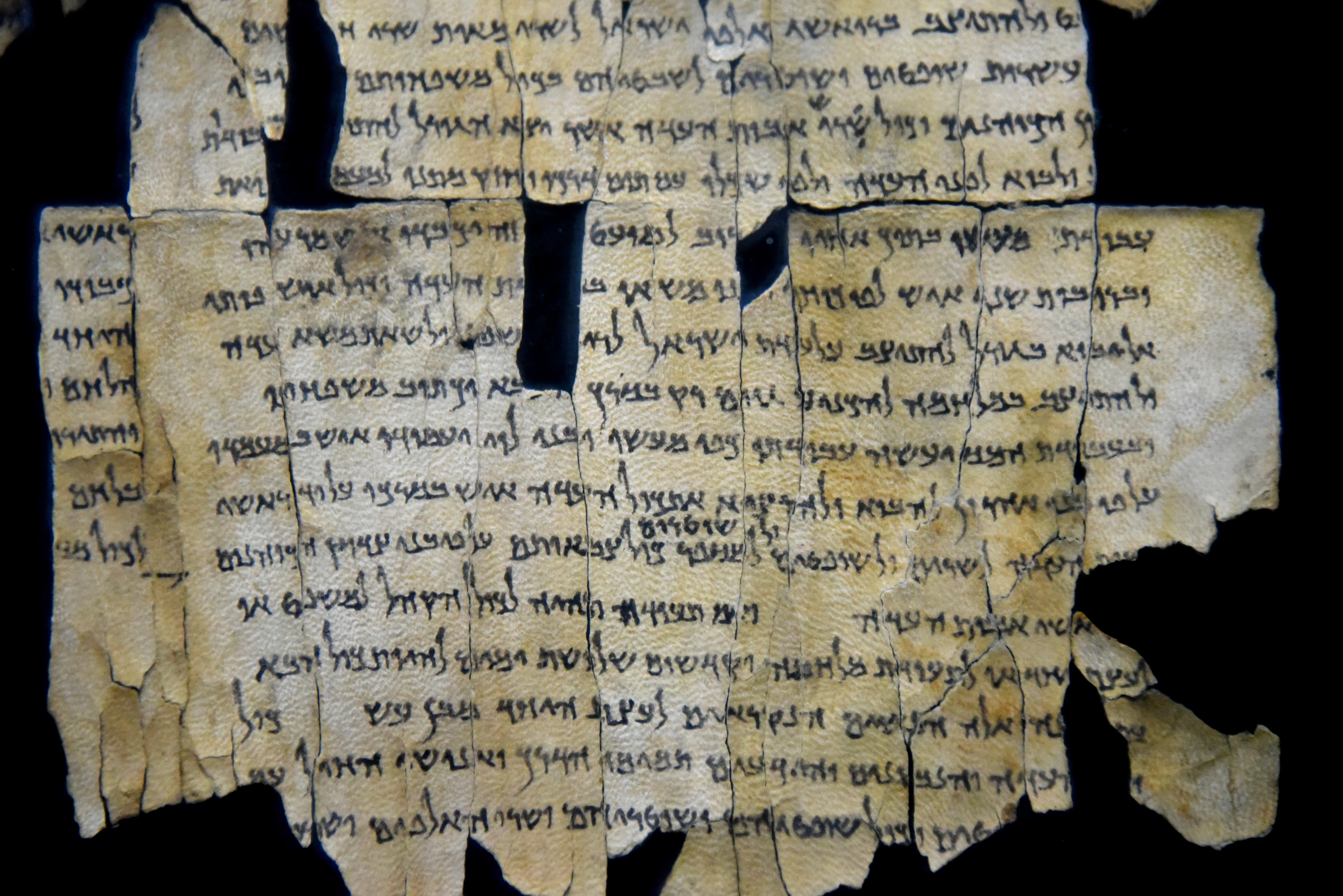
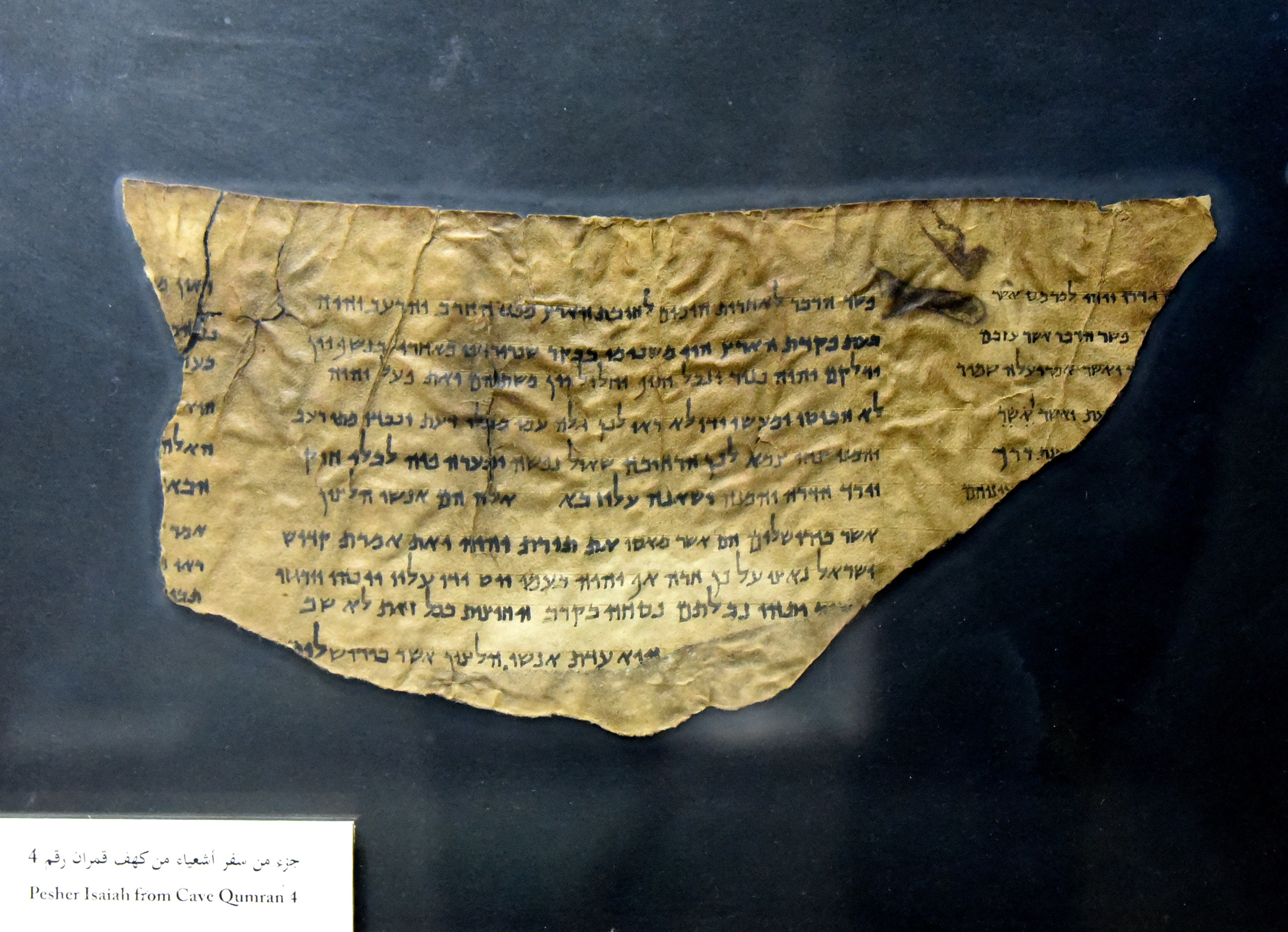
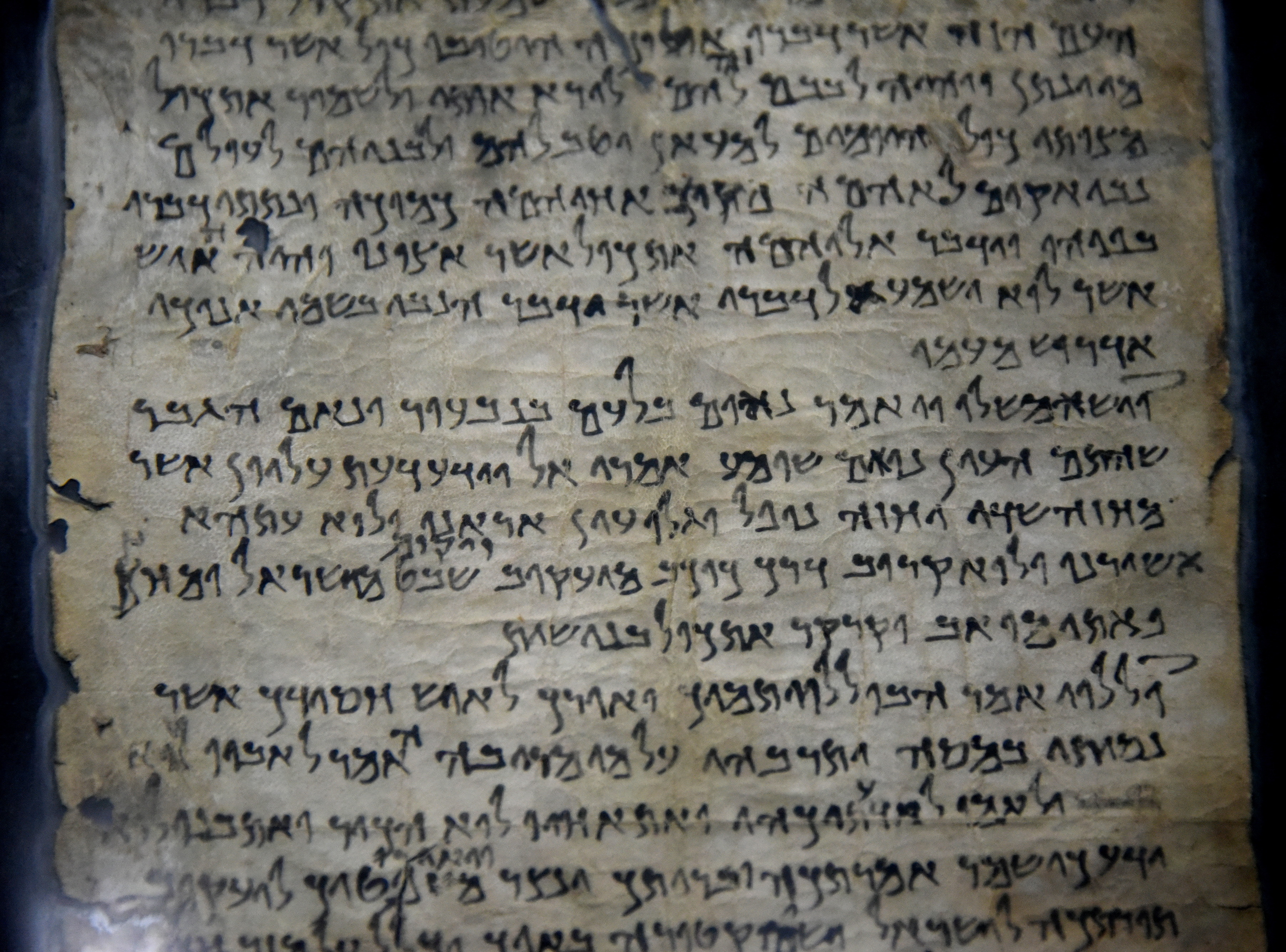
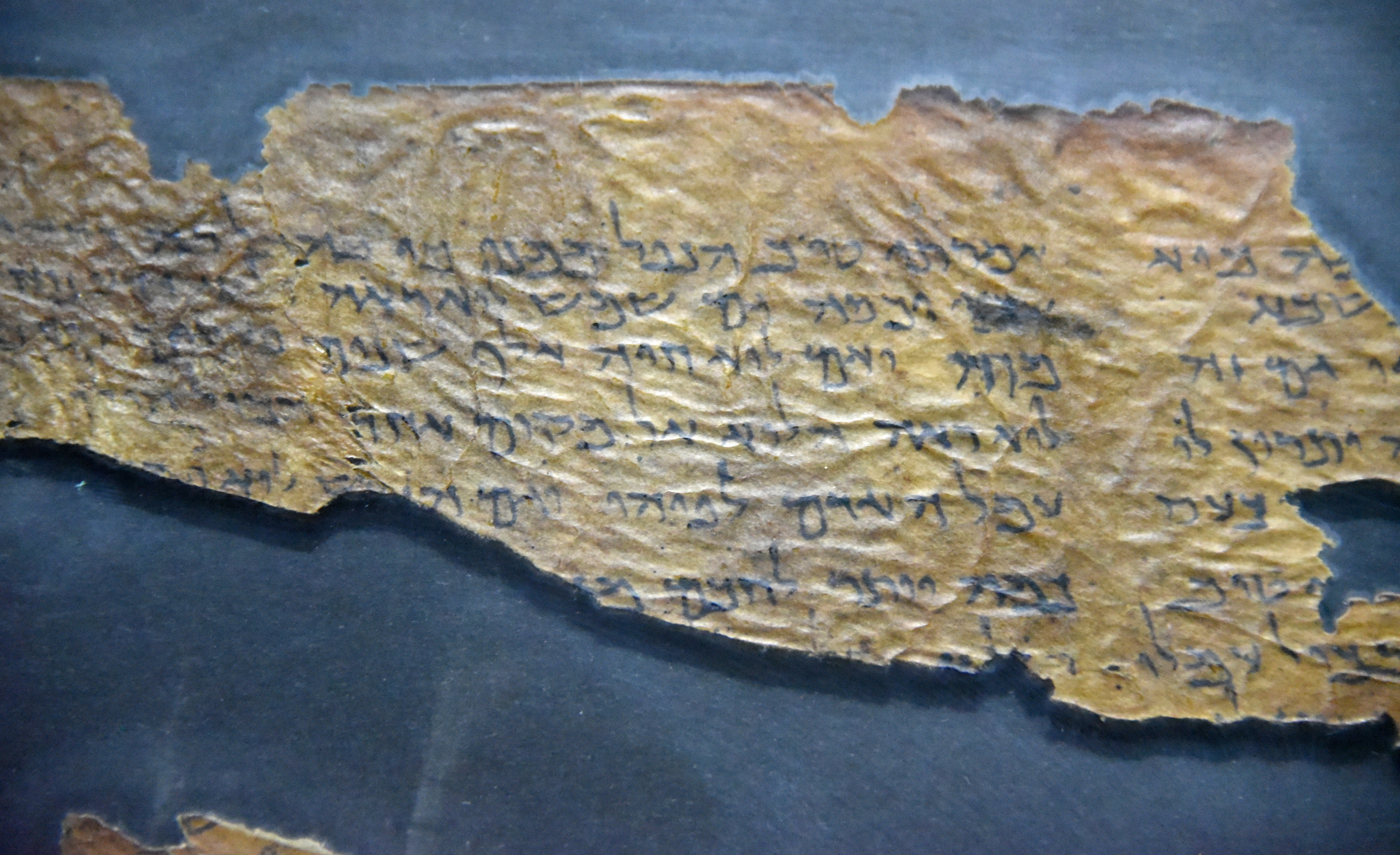
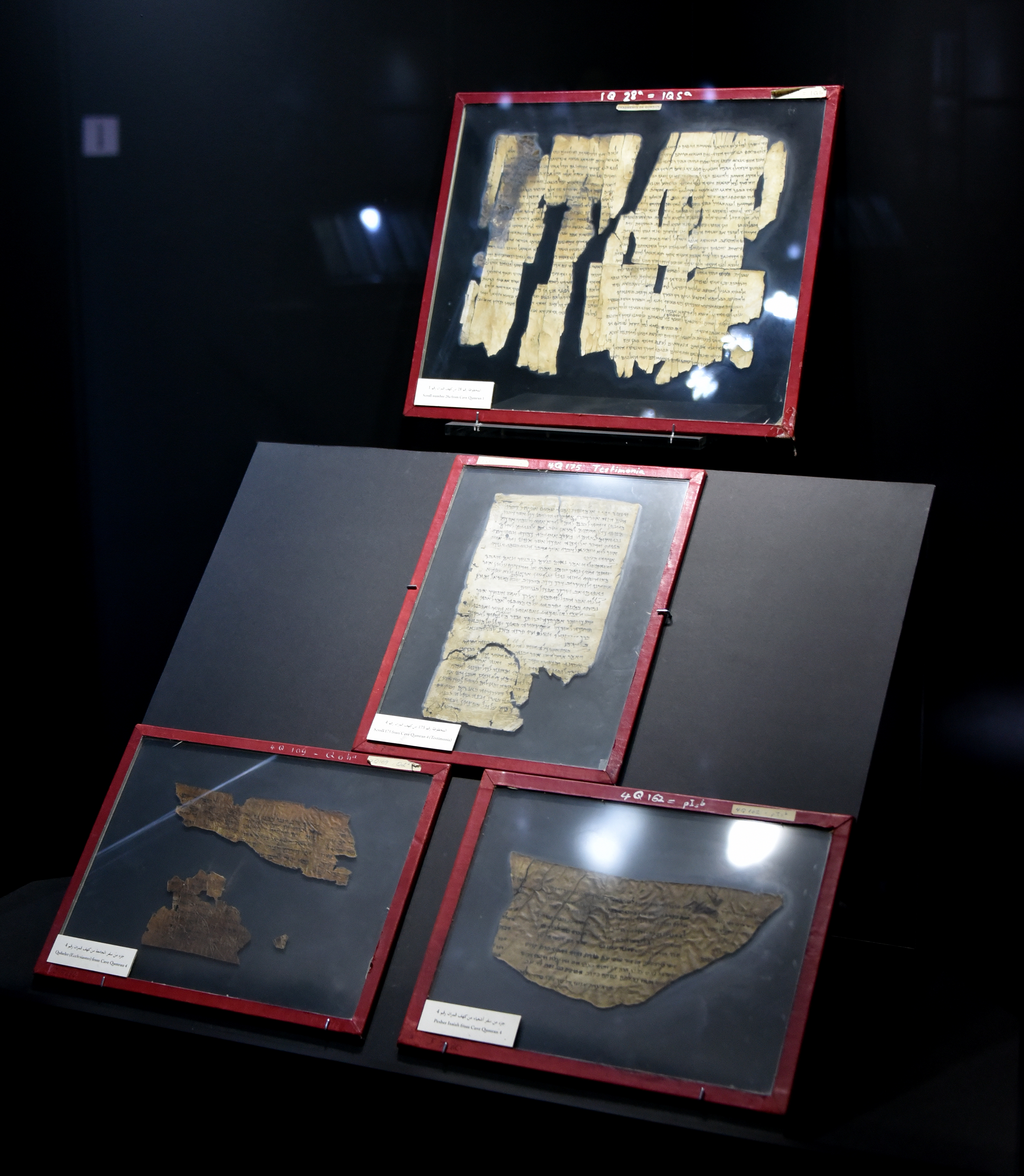
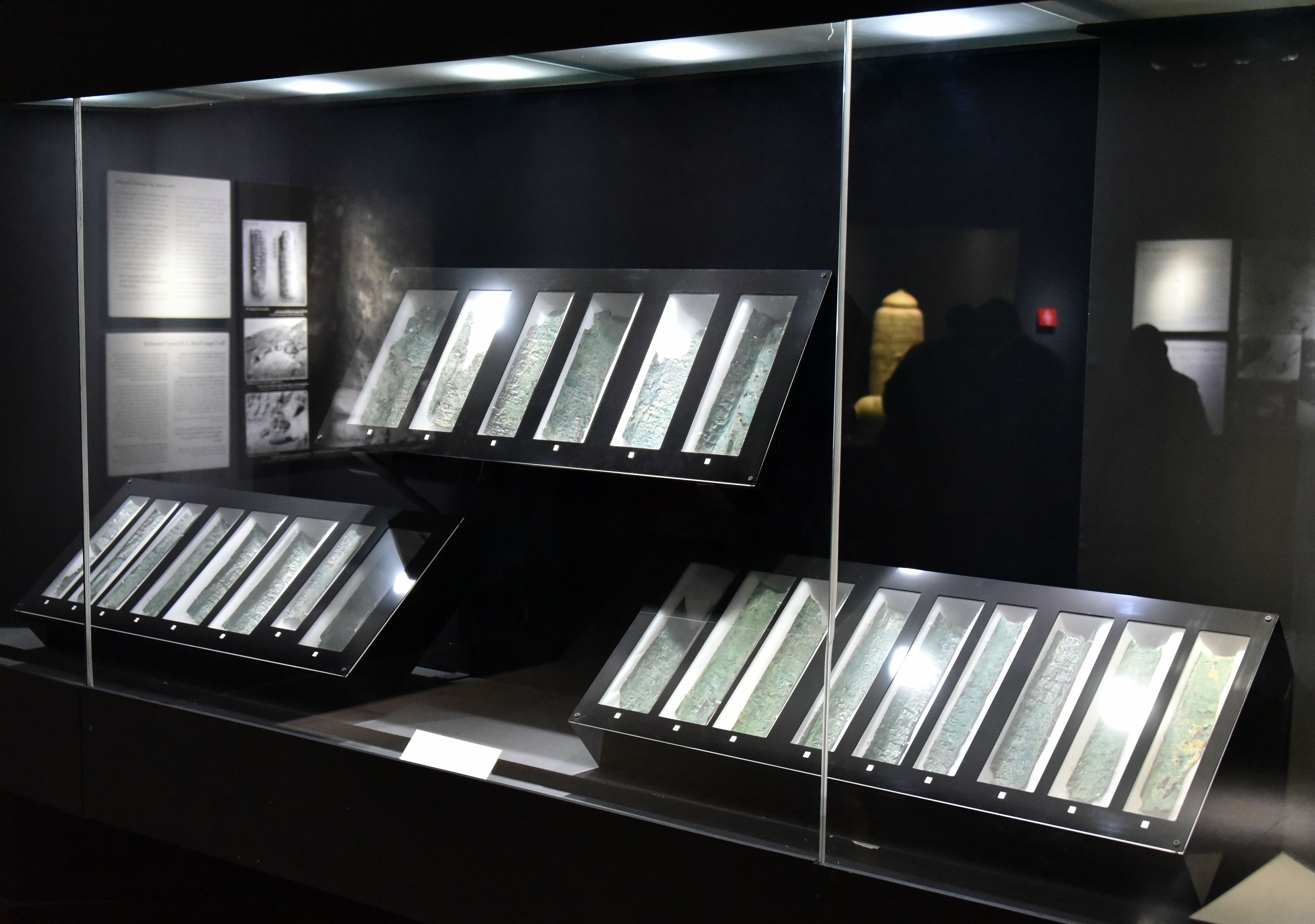
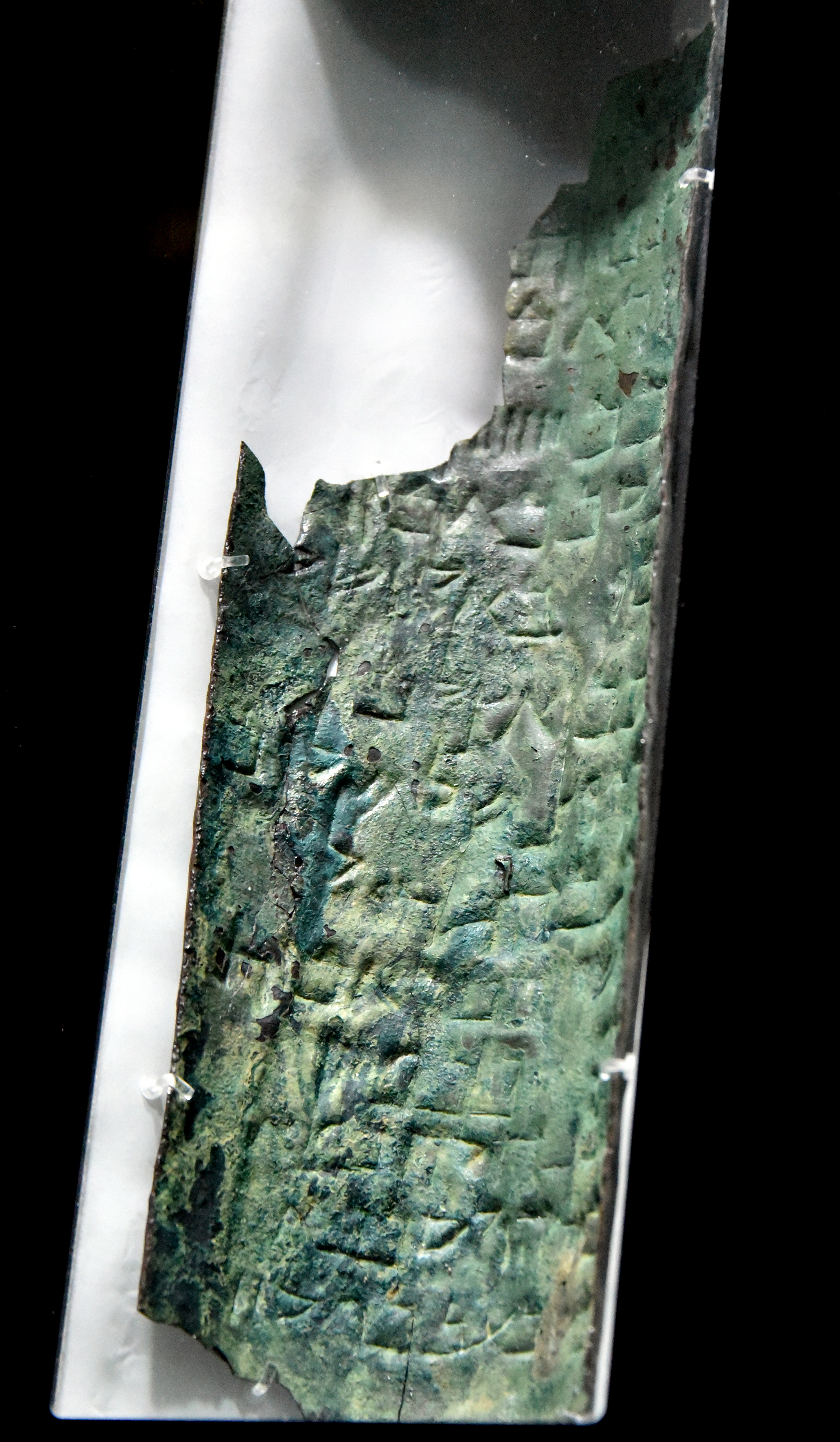
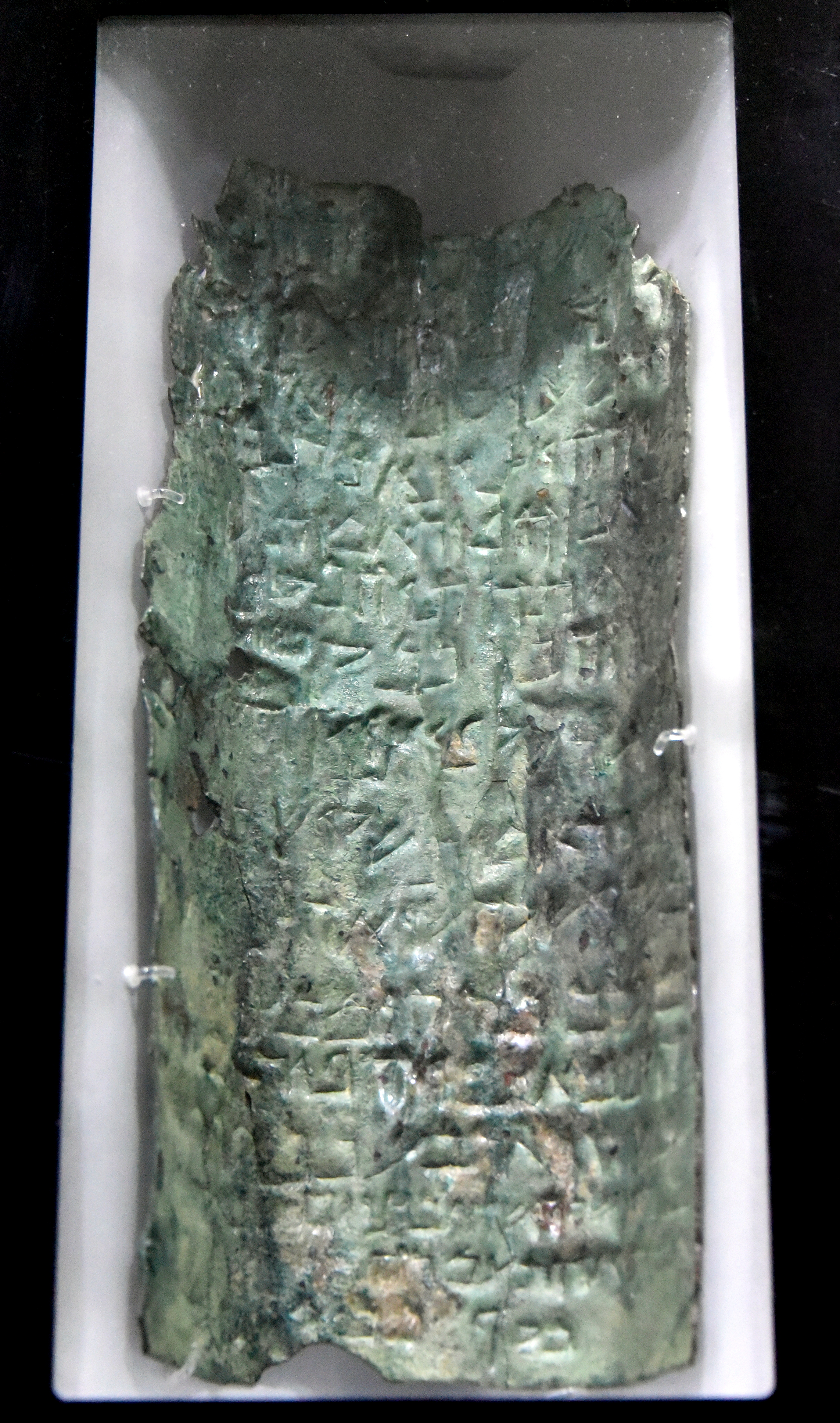
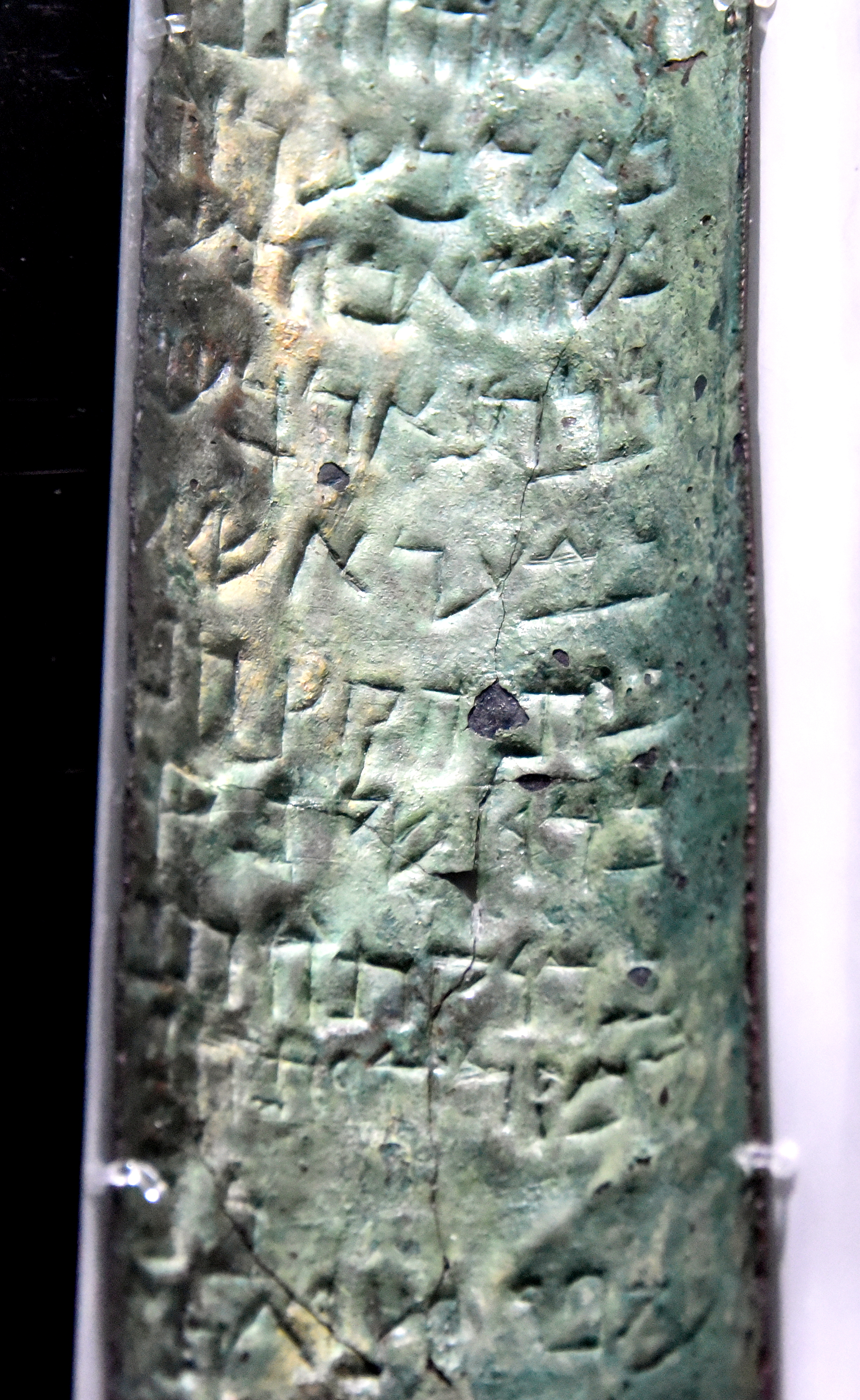
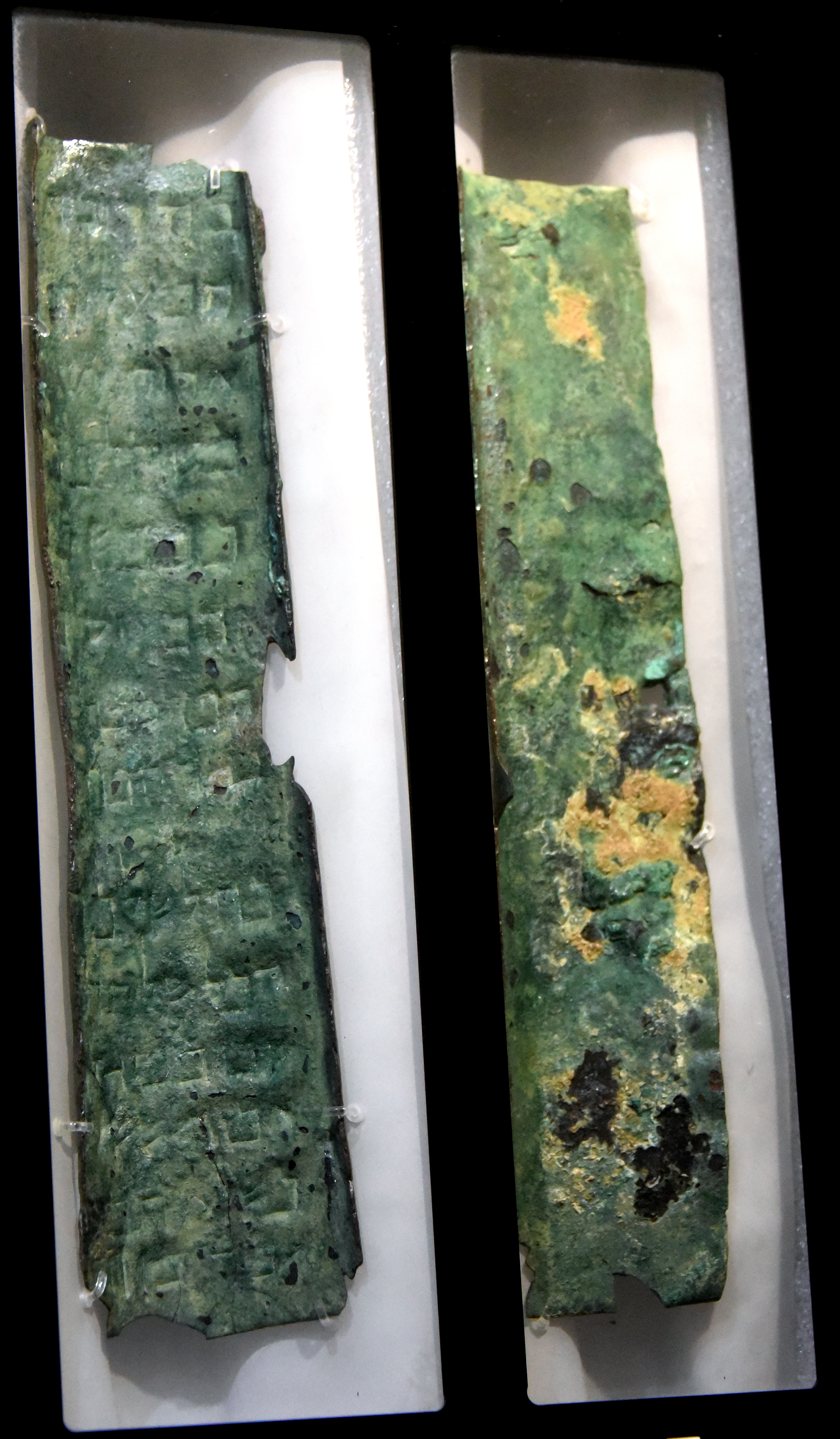
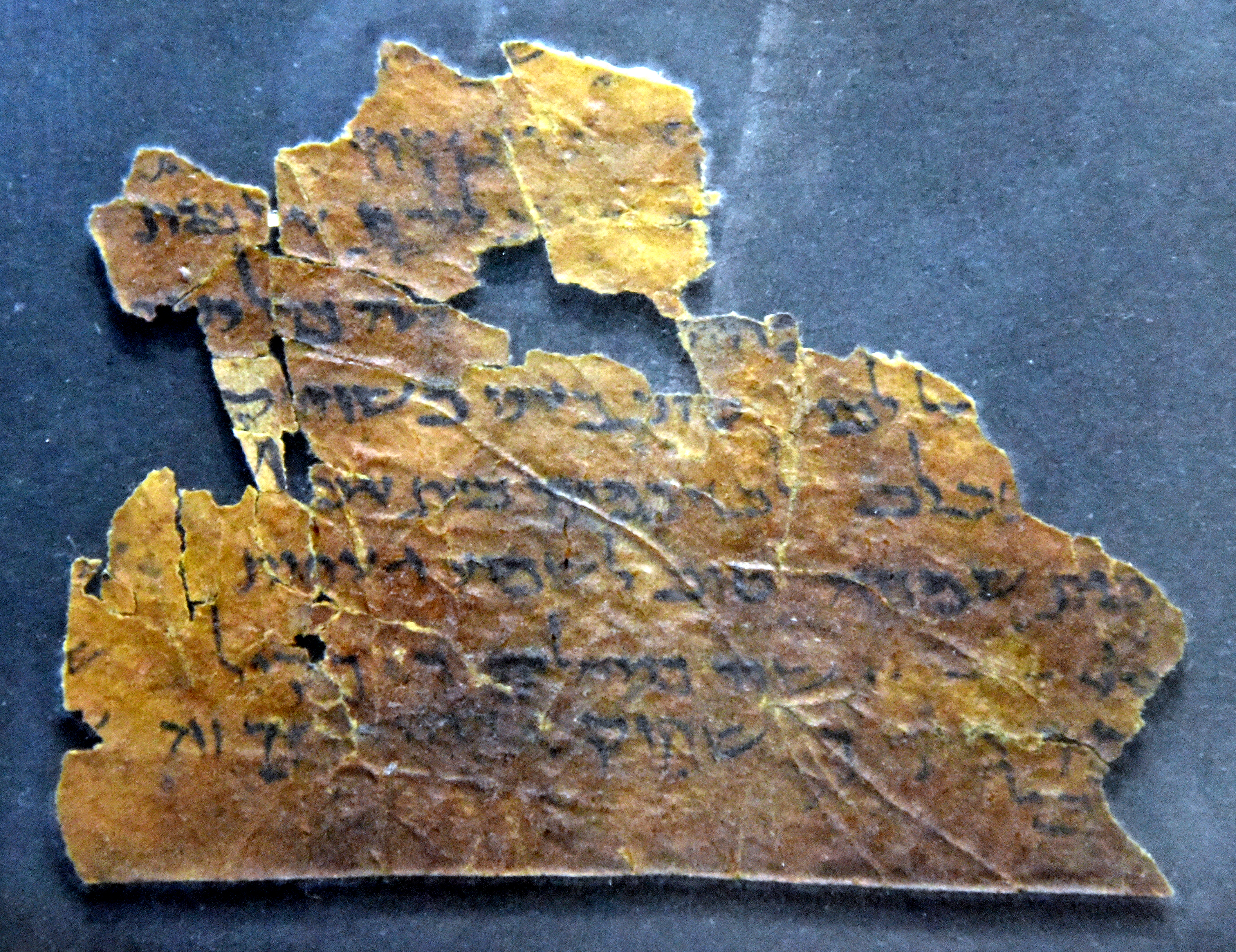
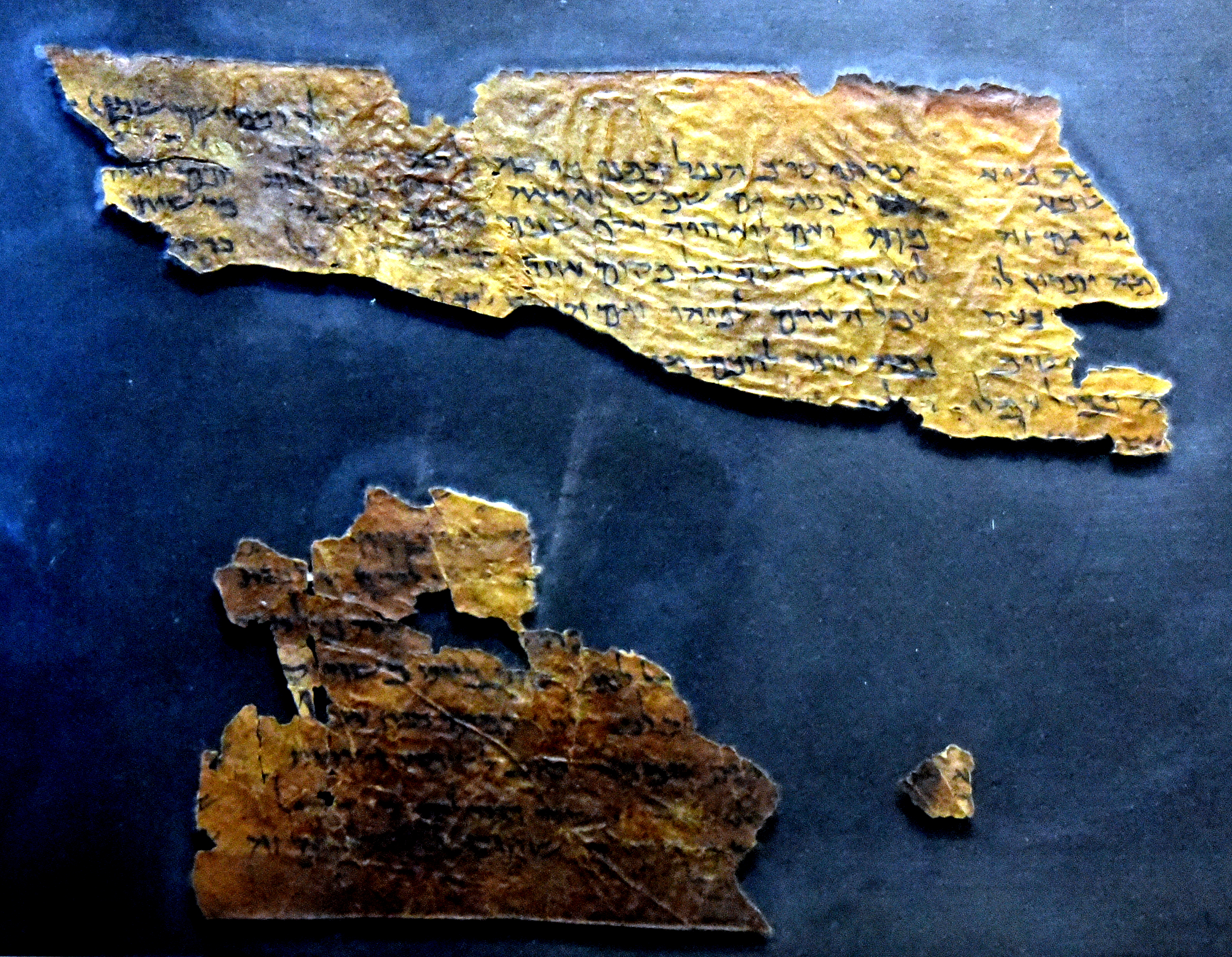
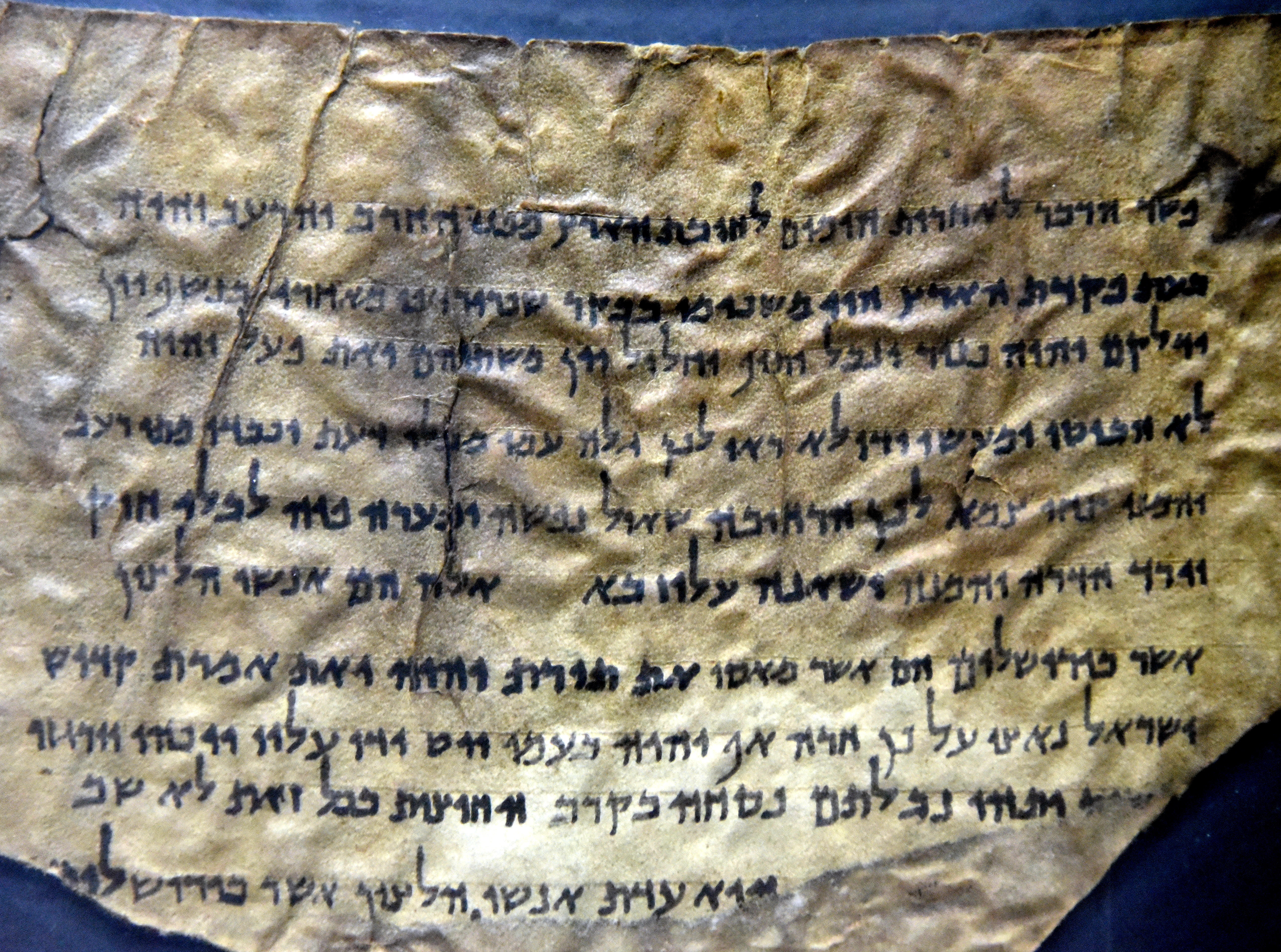
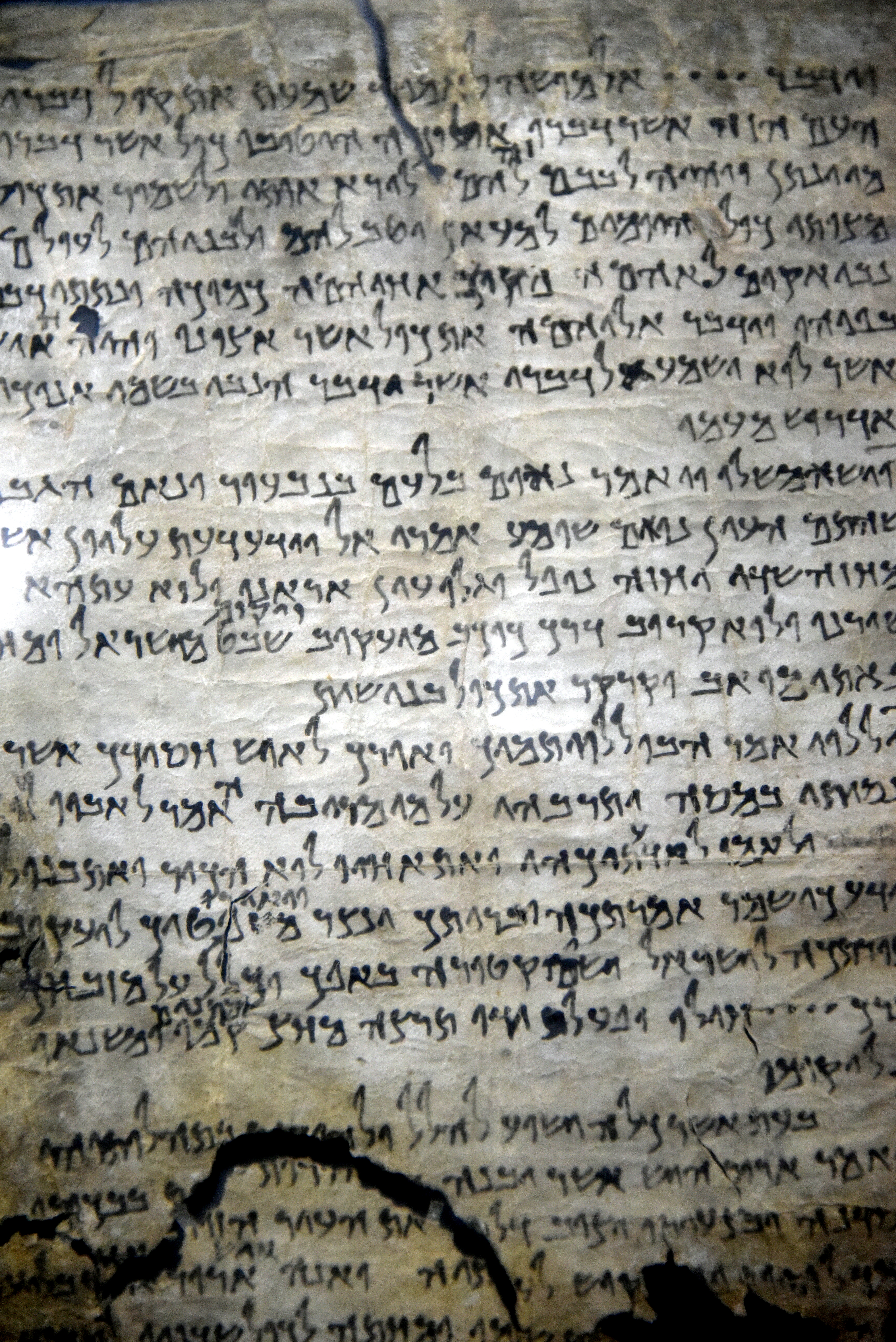
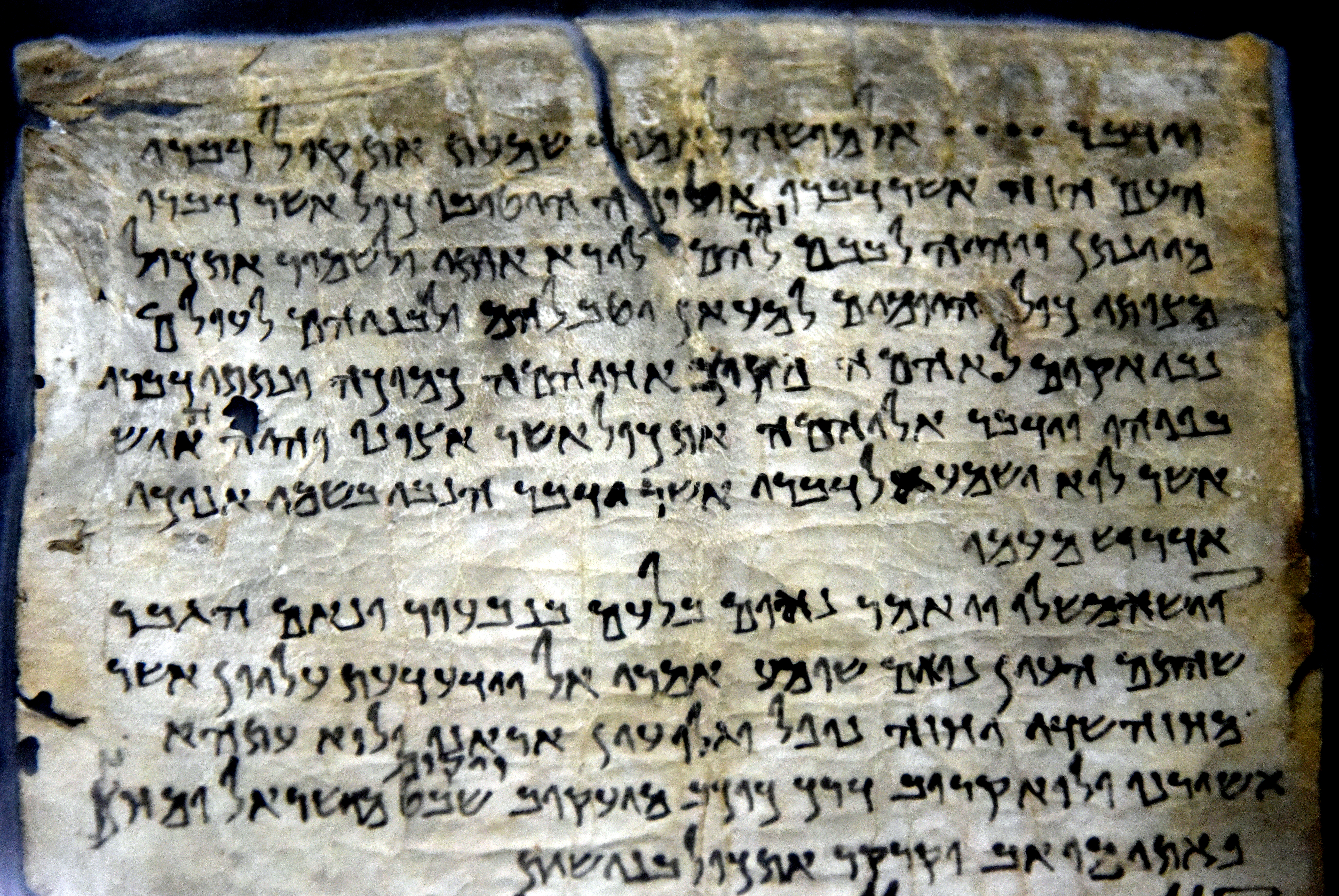
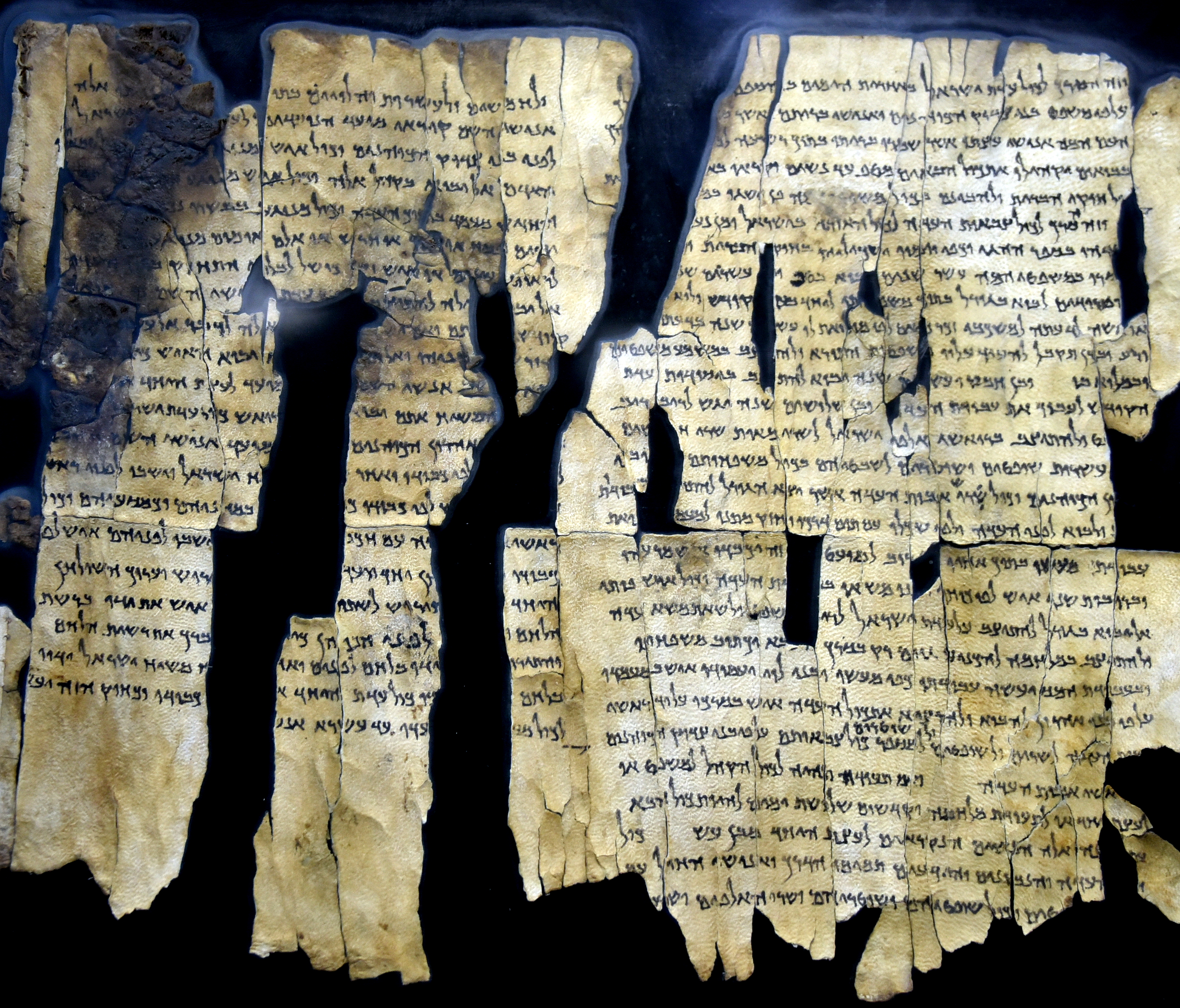
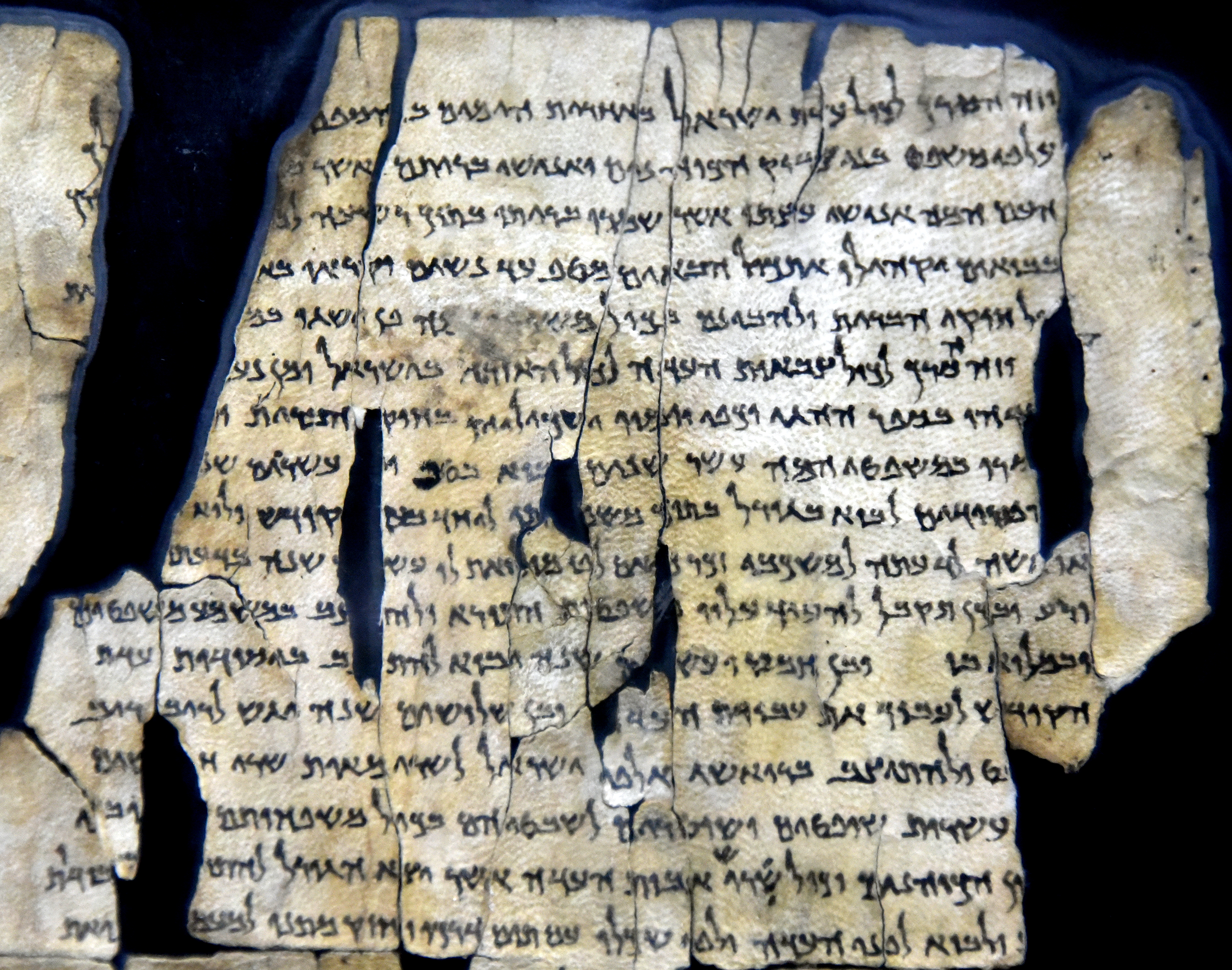
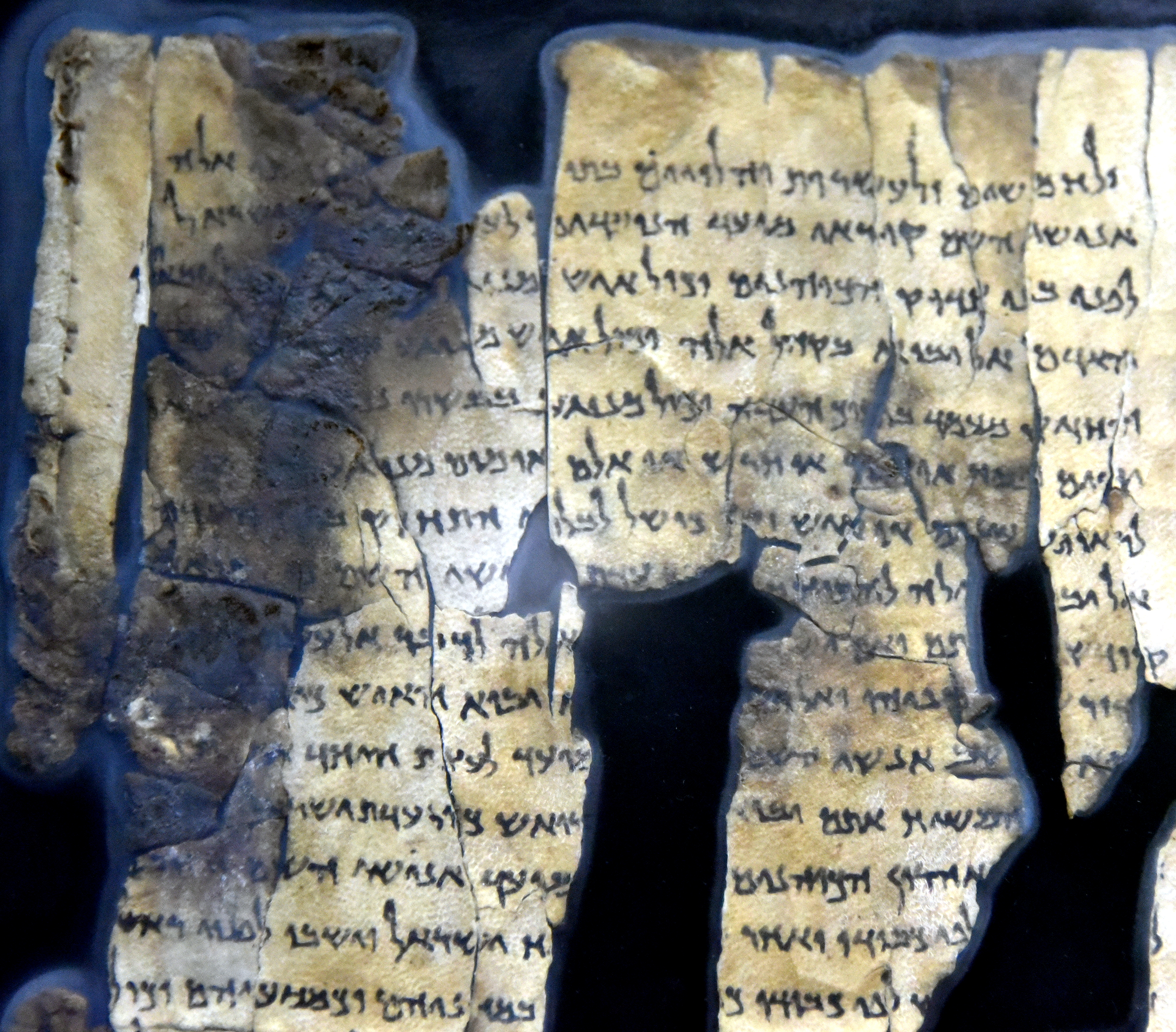
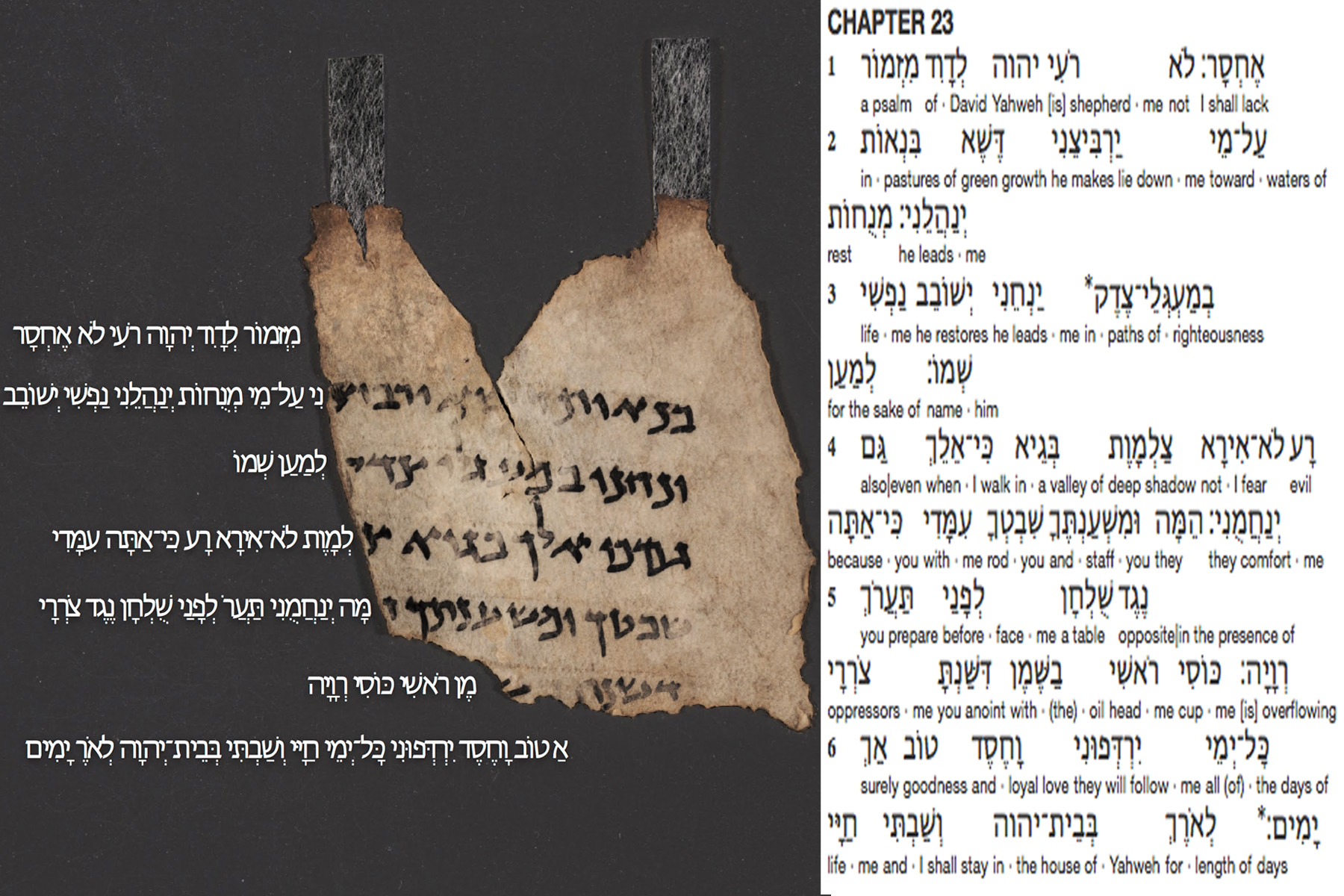